# Germà de Besançon
|  | Per a altres significats, vegeu «Sant Germà». |

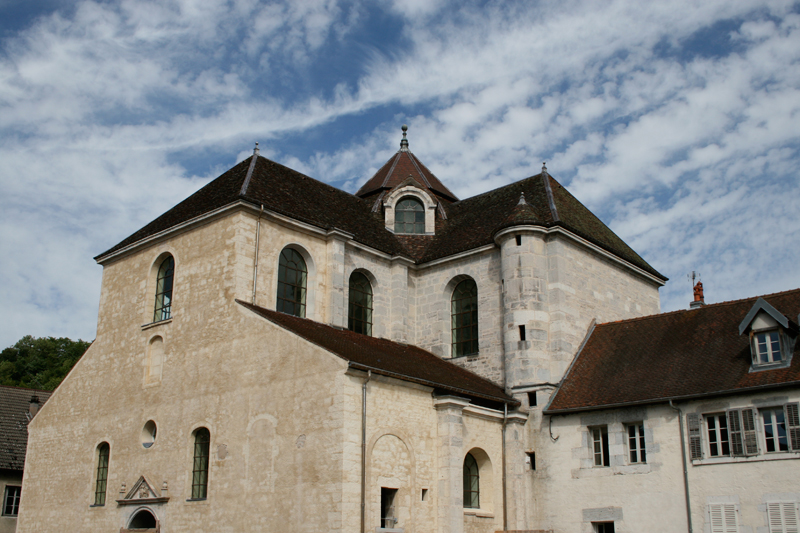
Antiga abadia de Baume-les-Dames, fundada pel sant i primer lloc del seu enterrament

Germà de Besançon (Gàl·lia, segle iv - Grandifonte, 407?) fou bisbe de la ciutat de Vesontio (l'actual Besançon). És venerat com a sant per l'Església catòlica.

## Biografia
Germanus fou el dotzè bisbe que va ocupar la seu de Besançon. Només se'n sap que va morir el 407 a l'antic lloc de Grandifonte proper a la ciutat. Mirac (Miracus) diu que va lluitar contra l'heretgia, principalment contra els arrians; fou assassinat per un arrià quan estava resant. Segons la llegenda, va ser decapitat, però es va aixecar i va portar el seu cap, caminant amb ell a les mans, fins a Baume-les-Dames, on va ser caure i fou enterrat i es van començar a venerar les seves restes.

## Veneració
A la dècima pedra mil·lària de Besançon, al lloc conegut com la Palma, on havia estat enterrat, es va fundar un monestir femení les monges del qual després van seguir la Regla de sant Benet fins que vers el 600 fou destruït pels àvars. El monestir, després conegut com a abadia de Baume-les-Dames, va donar origen al poble del mateix nom.
La seva festa és l'11 d'octubre.